# Stazione di Rotkreuz
La stazione di Rotkreuz è una stazione ferroviaria posta all'incrocio delle linee Brugg-Immensee e Zugo-Lucerna. Serve il centro abitato di Rotkreuz, frazione del comune di Risch. È gestita dalle Ferrovie Federali Svizzere. Benché situata in una piccola città, la sua posizione di snodo del traffico tra la linea del Gottardo e la ferrovia tra Lucerna e Zurigo la rendono un crocevia di rilevanza nazionale.